# 埼玉県行田浄水場

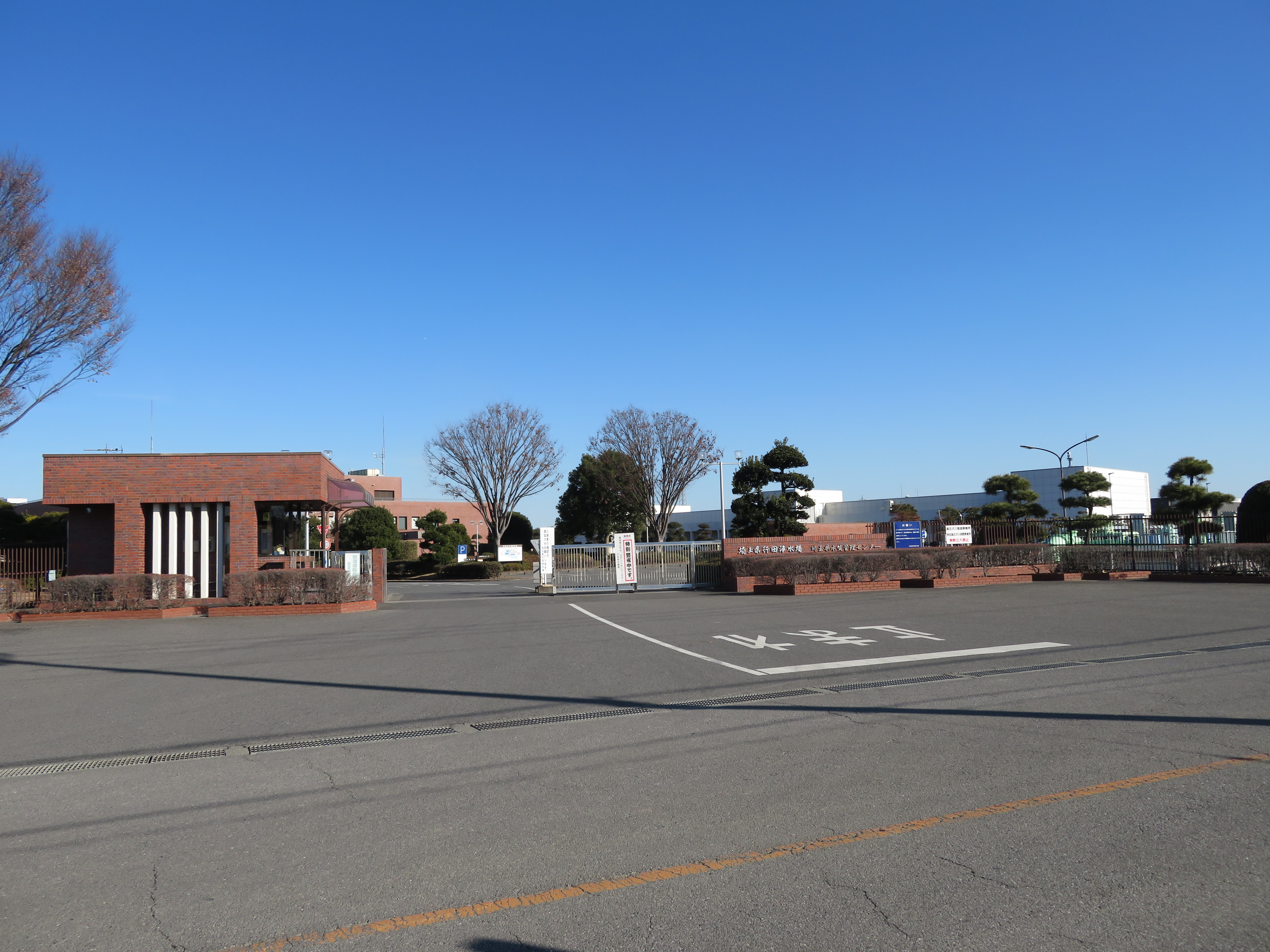
埼玉県行田浄水場・埼玉県水質管理センター

埼玉県行田浄水場（さいたまけん ぎょうだじょうすいじょう）は、埼玉県行田市小針にある埼玉県企業局の浄水場。1981年1月建設開始、1984年7月給水開始。

## 概要
行田浄水場は、江戸時代に干拓された沼である埼玉沼の干拓地にある。

### 給水地域
上尾市、北足立郡伊奈町、桶川北本水道企業団（桶川市・北本市）、鴻巣市、幸手市、北葛飾郡杉戸町、南埼玉郡宮代町、茨城県猿島郡五霞町、久喜市、蓮田市、白岡市、行田市、羽生市、加須市、熊谷市、比企郡嵐山町、比企郡小川町、深谷市、大里郡寄居町、本庄市、児玉郡上里町、児玉郡神川町、児玉郡美里町の、24団体・25市町を給水対象とする。

## 周辺
- 古代蓮の里
- 長野落
- 小針落